# Пигеле
Пи́геле (устар. Пигле; латыш. Piģele, Pigele, Ķerza) — река в Латвии. Течёт по территории Раматской волости Мазсалацского края. Правый приток верхнего течения Салацы. Большая часть течения реки располагается в пределах заказника Зиемелю-Пурви.
Длина реки составляет 9 км. Площадь водосборного бассейна равняется 14,2 км². Площадь поперечного сечения водного потока в нижнем течении возле хутора Керзас — 0,35 м², скорость течения — 0,99 м/с (17.04.2004), расход воды — 347 л/c (17.04.2004).
Пигеле вытекает из южной оконечности озера Мазэзерс. От истока на протяжении примерно 5,6 км течёт по верховому болоту. Возле устья реку пересекает дорога местного значения V198.